# Coppa delle Coppe 1987-1988 (pallamano maschile)
La Coppa delle Coppe 1987-1988 è stata la 13ª edizione del torneo europeo di pallamano riservato alle squadre vincitrici delle coppe nazionali. È stata organizzata dall'International Handball Federation, la federazione internazionale di pallamano. La competizione è iniziata ad ottobre 1987 si è conclusa il 23 maggio 1988.
Il torneo è stato vinto dalla compagine sovietica dello SKA Minsk per la 1ª volta nella sua storia.

## Risultati

### Primo turno
| Squadra 1              | Squadra 2           | Andata                       | Ritorno                   | Totale  |
| ---------------------- | ------------------- | ---------------------------- | ------------------------- | ------- |
| HV Aalsmeer            | Salford HC          | Aalsmeer, 26 settembre 1987  |                           | 32 - 11 |
| HV Aalsmeer            | Salford HC          | 32 - 11                      |                           | 32 - 11 |
| IF Urædd               | Västra Frölunda IF  | Porsgrunn                    | Göteborg                  | 42 - 41 |
| IF Urædd               | Västra Frölunda IF  | 22 - 21                      | 20 - 20                   | 42 - 41 |
| Stjarnan Garðabær      | DIT Dublin          | Garðabær, 24 ottobre 1987    | Garðabær, 25 ottobre 1987 | 86 - 26 |
| Stjarnan Garðabær      | DIT Dublin          | 42 - 13                      | 44 - 13                   | 86 - 26 |
| Hapoel Rishon Le Zion  | Doukas HC           | -                            | -                         | n.d.    |
| Hapoel Rishon Le Zion  | Doukas HC           | n.d.                         | n.d.                      | n.d.    |
| Politechnica Timisoara | Balkan Loveč        | Timișoara, 26 settembre 1987 | Loveč                     | 53 - 39 |
| Politechnica Timisoara | Balkan Loveč        | 27 - 20                      | 26 - 19                   | 53 - 39 |
| SL Benfica             | BM Atletico Madrid  | Lisbona, 26 settembre 1987   | Madrid, 4 ottobre 1987    | 31 - 50 |
| SL Benfica             | BM Atletico Madrid  | 20 - 21                      | 11 - 29                   | 31 - 50 |
| Banik Karvina          | ASKO Linz           | Karviná, 27 settembre 1987   | Linz, 4 ottobre 1987      | 42 - 36 |
| Banik Karvina          | ASKO Linz           | 23 - 10                      | 19 - 26                   | 42 - 36 |
| Kyndil Torshavn        | KV Sasja HC Hoboken | Tórshavn, 9 ottobre 1987     | Tórshavn, 10 ottobre 1987 | 29 - 37 |
| Kyndil Torshavn        | KV Sasja HC Hoboken | 14 - 19                      | 15 - 18                   | 29 - 37 |
| Kiffen Helsinki        | Holte IF            | Helsinki                     | Holte                     | 28 - 52 |
| Kiffen Helsinki        | Holte IF            | 17 - 27                      | 11 - 25                   | 28 - 52 |
| US Créteil             | Pallamano Trieste   | Créteil                      | Trieste                   | 47 - 45 |
| US Créteil             | Pallamano Trieste   | 23 - 21                      | 24 - 24                   | 47 - 45 |

### Ottavi di finale
| Squadra 1              | Squadra 2             | Andata                     | Ritorno                        | Totale        |
| ---------------------- | --------------------- | -------------------------- | ------------------------------ | ------------- |
| HV Aalsmeer            | SKA Minsk             | Aalsmeer, 7 novembre 1987  |                                | 22 - 28       |
| HV Aalsmeer            | SKA Minsk             | 22 - 28                    |                                | 22 - 28       |
| Stjarnan Garðabær      | IF Urædd              | Garðabær, 1º novembre 1987 | Porsgrunn                      | 35 - 35 (gfc) |
| Stjarnan Garðabær      | IF Urædd              | 20 - 19                    | 15 - 16                        | 35 - 35 (gfc) |
| RK Medveščak           | Hapoel Rishon Le Zion | -                          | -                              | n.d.          |
| RK Medveščak           | Hapoel Rishon Le Zion | n.d.                       | n.d.                           | n.d.          |
| Politechnica Timisoara | SC DHfK Lipsia        | Timișoara                  | Lipsia                         | 39 - 39 (gfc) |
| Politechnica Timisoara | SC DHfK Lipsia        | 23 - 17                    | 16 - 22                        | 39 - 39 (gfc) |
| Győri ETO              | BM Atletico Madrid    | Győr, 1º novembre 1987     | Madrid, 8 novembre 1987        | 37 - 39       |
| Győri ETO              | BM Atletico Madrid    | 24 - 15                    | 13 - 24                        | 37 - 39       |
| BSV Berna              | Banik Karvina         | Berna, 2 novembre 1987     | Karviná                        | 35 - 41       |
| BSV Berna              | Banik Karvina         | 22 - 23                    | 13 - 18                        | 35 - 41       |
| Holte IF               | KV Sasja HC Hoboken   | Holte                      | Anversa                        | 39 - 26       |
| Holte IF               | KV Sasja HC Hoboken   | 23 - 9                     | 16 - 17                        | 39 - 26       |
| US Creteil             | TV Grosswallstadt     | Créteil, 2 novembre 1987   | Großwallstadt, 8 novembre 1987 | 38 - 59       |
| US Creteil             | TV Grosswallstadt     | 16 - 30                    | 22 - 29                        | 38 - 59       |

### Quarti di finale
| Squadra 1          | Squadra 2         | Andata                   | Ritorno                   | Totale  |
| ------------------ | ----------------- | ------------------------ | ------------------------- | ------- |
| IF Urædd           | SKA Minsk         | Porsgrunn                | Minsk                     | 43 - 61 |
| IF Urædd           | SKA Minsk         | 20 - 33                  | 23 - 28                   | 43 - 61 |
| RK Medveščak       | SC DHfK Lipsia    | Zagabria                 | Lipsia                    | 35 - 33 |
| RK Medveščak       | SC DHfK Lipsia    | 19 - 14                  | 16 - 19                   | 35 - 33 |
| BM Atletico Madrid | Banik Karvina     | Madrid, 18 febbraio 1988 | Karviná, 27 febbraio 1988 | 38 - 41 |
| BM Atletico Madrid | Banik Karvina     | 17 - 19                  | 21 - 22                   | 38 - 41 |
| Holte IF           | TV Grosswallstadt | Holte                    | Großwallstadt             | 28 - 46 |
| Holte IF           | TV Grosswallstadt | 15 - 23                  | 13 - 23                   | 28 - 46 |

### Semifinali
| Squadra 1         | Squadra 2     | Andata                       | Ritorno                  | Totale  |
| ----------------- | ------------- | ---------------------------- | ------------------------ | ------- |
| SKA Minsk         | RK Medveščak  | Minsk, 4 aprile 1988         | Zagabria, 10 aprile 1988 | 61 - 46 |
| SKA Minsk         | RK Medveščak  | 35 - 23                      | 26 - 23                  | 61 - 46 |
| TV Grosswallstadt | Banik Karvina | Großwallstadt, 4 aprile 1988 | Karviná, 10 aprile 1988  | 49 - 29 |
| TV Grosswallstadt | Banik Karvina | 28 - 13                      | 21 - 16                  | 49 - 29 |

### Finale
| Squadra 1         | Squadra 2 | Andata        | Ritorno               | Totale  |
| ----------------- | --------- | ------------- | --------------------- | ------- |
| TV Grosswallstadt | SKA Minsk | Großwallstadt | Minsk, 23 maggio 1988 | 39 - 48 |
| TV Grosswallstadt | SKA Minsk | 24 - 21       | 15 - 27               | 39 - 48 |